# Against Nature?
Against Nature? (engl. für: Wider die Natur?) ist eine Ausstellung über das homosexuelle Verhalten von Tieren, die im Naturhistorisk Museum der Universität Oslo, Norwegen gezeigt wurde. Gegenstand der Ausstellung ist das Auftreten und die Funktion der Homosexualität unter Tieren. Damit ist sie die erste Ausstellung dieser Art.
Die Ausstellung zeigt neben ausgestopften Tieren aus Arten, die bekanntermaßen homosexuelles Verhalten zeigen, auch Modelle und Bilder, unter anderen Südkaper (Glattwalart) und Giraffen bei der gleichgeschlechtlichen Paarung. Als eine der Zielsetzungen der Ausstellung beschreibt das Museum „dabei zu helfen, die Homosexualität in der Bevölkerung zu entmystifizieren… Wir hoffen, das nur allzu bekannte Argument, Homosexualität sei ein Verbrechen wider die Natur, zurückweisen zu können.“ Der größte Teil der Ausstellung basiert auf den Arbeiten von Bruce Bagemihl und Joan Roughgarden.
Die Ausstellung wurde vom Norwegischen Staatlichen Zentrum für Archive, Bibliotheken und Museen (ABM) als Teil ihres Break-Programms initiiert. Das Programm soll Museen, Bibliotheken und Archive dazu ermutigen, in umstrittenen und tabuisierten Bereichen zu forschen und auszustellen. Diese Ausstellung war eine direkte Reaktion auf diese Aufforderung und wurde von der ABM finanziell unterstützt.
Die Ausstellung wurde von September 2006 bis August 2007 gezeigt und auch von den normalen Besuchergruppen des Museums, hauptsächlich Familien, sehr gut angenommen. Etliche andere naturgeschichtliche Museen haben Interesse an der Ausstellung bekundet, und es ist geplant, die Ausstellung auch nach Dänemark, Schweden, Deutschland, den Niederlanden und Australien zu bringen.